# Addendum (Massimo Di Cataldo)
Addendum è la terza raccolta del cantautore italiano Massimo Di Cataldo, uscita nel 2015.

## Descrizione
Il disco, che celebra i vent'anni di carriera dell'artista, contiene versioni acustiche e dal vivo delle sue canzoni più note, oltre a Se io fossi un angelo, cover del celebre successo di Lucio Dalla, e alcuni brani di più recente produzione. L'album include anche il nuovo singolo Un'emozione fantastica, il cui videoclip vede come protagonista Clarissa Marchese.

## Tracce
1. Un'emozione fantastica
2. Schegge di luce
3. Universo
4. Se adesso te ne vai (Acoustic Version)
5. La fine del mondo
6. Come sei bella (Live)
7. Camminando (Live)
8. Una ragione di più (Live)
9. Se io fossi un angelo
10. Che sarà di me (Acoustic Version)